# Wilfrid North
Pour les articles homonymes, voir North.
William Northcroft — né le 16 janvier 1863 à Londres (Angleterre), mort le 3 juin 1935 à Los Angeles (quartier d'Hollywood, Californie) — est un acteur et réalisateur anglais, connu sous le nom de scène de Wilfrid North (ou Wilfred North).

## Biographie
Installé aux États-Unis, il joue notamment au théâtre à Broadway (New York) dans neuf pièces, la première en 1899 étant Becky Sharp (avec Tyrone Power Sr. et Frank Reicher), adaptation du roman La Foire aux vanités de William Makepeace Thackeray. Citons également Le Prince consort de Léon Xanrof et Jules Chancel (1905, avec Arthur Hoyt).
Après deux dernières pièces à Broadway comme acteur en 1912 (dont The Pigeon de John Galsworthy, avec Reginald Barlow et Frank Reicher), il y revient une ultime fois en 1917 comme metteur en scène.
Au cinéma, dès la période du muet, il apparaît dans quarante-trois films américains sortis entre 1915 et 1935, dont Marriage License? de Frank Borzage (1926, avec Alma Rubens et Walter McGrail), Le Procès de Mary Dugan de Bayard Veiller (1929, avec Norma Shearer et Lewis Stone) et La Femme aux cheveux rouges de Jack Conway (1932, avec Jean Harlow et Chester Morris).
En outre, Wilfrid North est le réalisateur de cent films muets américains, dont de nombreux courts métrages, le premier sorti en 1912 (année où il intègre la Vitagraph Company of America), le dernier en 1922. Parmi eux, mentionnons L'Invasion des États-Unis (1915, coréalisé par J. Stuart Blackton, avec Charles Richman et James W. Morrison) et Lucky Carson (en) (1921, avec Gertrude Astor).
Suit un cent-unième film, le seul parlant qu'il réalise, Corianton (avec Reginald Barlow), sorti en 1931.

## Théâtre à Broadway (intégrale)
(acteur, sauf mention contraire)
- 1899 : Becky Sharp, adaptation par Langdon Mitchell du roman La Foire aux vanités (Vanity Fair) de William Makepeace Thackeray : William Dobbin
- 1901 : When Knighthood Was in Flower, adaptation par Paul Kester du roman éponyme de Charles Major
- 1904 : Becky Sharp, pièce précitée (reprise) : William Dobbin
- 1905 : Le Prince consort (The Prince Consort) de Léon Xanrof et Jules Chancel, adaptation de William Boosey et Cosmo Gordon Lennox
- 1905 : The School for Husbands de Stanislaus Stange
- 1909 : The Cottage in the Air d'Edward Knoblauch
- 1909 : Strife de John Galsworthy
- 1910 : The Witch d'Hans Wiers-Jenssen, adaptation d'Hermann Hogedorn
- 1912 : The Pigeon de John Galsworthy : un policier
- 1912 : Le Chagrin dans le palais de Han (The Flower of the Palace of Han) de Louis Laloy, adaptation de Charles Rann Kennedy
- 1917 : Daybreak de Jane Cowl et Jane Murfin (metteur en scène, conjointement avec Jane Cowl)

## Filmographie partielle

### Comme acteur
- 1915 : The Enemies d'Harry Davenport (court métrage) : Terry Mitchell
- 1923 : The Love Brand de Stuart Paton : Peter Collier
- 1923 : The Drivin' Fool de Robert Thornby : Howard Grayson
- 1923 : The Huntress de John Francis Dillon et Lynn Reynolds
- 1924 : A Man's Mate d'Edmund Mortimer : M. Bonard
- 1924 : The Beloved Brute (en) de J. Stuart Blackton : Fat Milligan
- 1925 : Une affaire mystérieuse (On Thin Ice) de Malcolm St. Clair : Harrison Breen
- 1925 : Perils of the Rail de J. P. McGowan : Pepper Martin
- 1926 : The Belle of Broadway d'Harry O. Hoyt : le major Anstruthers
- 1926 : Marriage License? de Frank Borzage : le juge
- 1926 : Oh, What a Night de Lloyd Ingraham : Dean Simpson
- 1927 : Tongues of Scandal de Roy Clements : M. Collett
- 1927 : Tracked by the Police de Ray Enright : Tom Bradley
- 1927 : The Bush Leaguer d'Howard Bretherton : Stokes
- 1928 : À propos de bottes (The Fourflusher) de Wesley Ruggles : M. Stone
- 1928 : The Terrible People (en) de Spencer Gordon Bennet (serial) : Godley Long
- 1928 : Captain Careless de Jerome Storm : John Forsythe
- 1929 : Le Procès de Mary Dugan (The Trial of Mary Dugan) de Bayard Veiller : le juge Nash
- 1929 : Le Bateau des rêves (Port of Dreams) de Wesley Ruggles : le juge
- 1930 : The Dude Wrangler de Richard Thorpe : le ronfleur
- 1931 : Beau Ideal d'Herbert Brenon : un officier français
- 1931 : Vies privées (Private Lives) de Sidney Franklin : le compagnon de Sibyl au mariage
- 1932 : The Widow in Scarlet de George B. Seitz : le copain de Pete
- 1932 : Unashamed de Harry Beaumont
- 1932 : Penguin Pool Murder (The Penguin Pool Murder) de George Archainbaud : le juge
- 1932 : The Washington Masquerade de Charles Brabin : le juge Sampson
- 1932 : La Femme aux cheveux rouges (Red-Headed Woman) de Jack Conway : le juge aux divorces
- 1933 : Cavalcade (titre original) de Frank Lloyd : un interlocuteur du colonel
- 1933 : Gabriel au-dessus de la Maison-Blanche (Gabriel over the White House) de Gregory La Cava : le premier général
- 1934 : The Defense Rests de Lambert Hillyer : le juge silencieux
- 1935 : Le Baron Gregor (The Black Room) de Roy William Neill : un membre de la cour
- 1935 : Diamond Jim d'A. Edward Sutherland : un courtier

### Comme réalisateur
(CM = court métrage)
- 1912 : On Her Wedding Day (CM)
- 1913 : Out of the Storm (CM)
- 1913 : Seeing Double (CM)
- 1914 : The New Stenographer (CM)

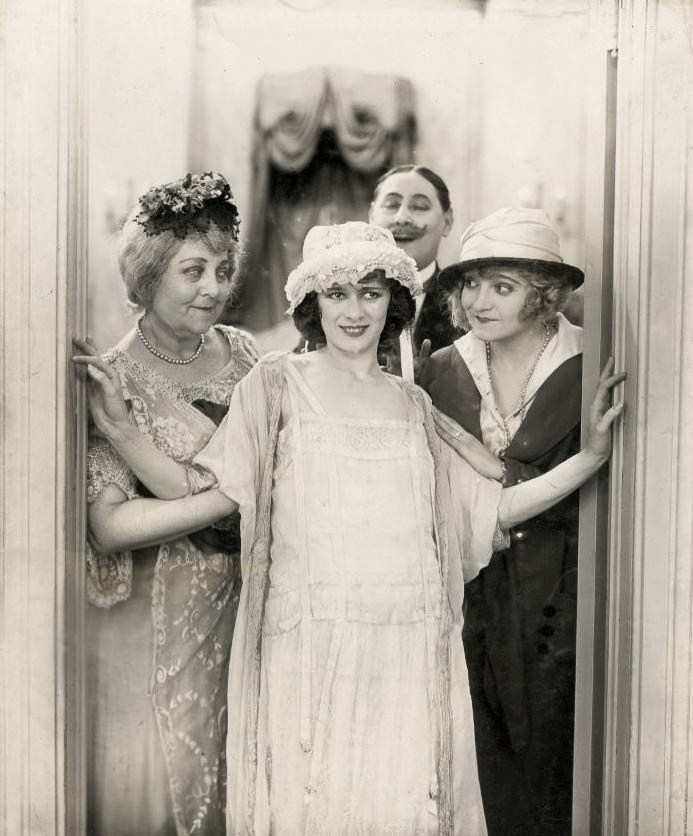
De g. à d. : Hattie Delaro, Anita Stewart, Templar Saxe et Gladys Valerie, dans The Mind-the-Paint Girl (1919)

- 1914 : The Awakening of Barbara Dare (CM)
- 1914 : The Methods of Margaret (CM)
- 1915 : L'Invasion des États-Unis (The Battle Cry of Peace) (coréalisateur : James Stuart Blackton)
- 1915 : Breaking In (CM)
- 1915 : Hearts and the Highway
- 1915 : Dimples, the Auto Salesman (CM)
- 1916 : The Ordeal of Elizabeth
- 1916 : Mrs. Dane Danger (+ acteur : David Dane)
- 1917 : Indiscretion
- 1917 : Clover's Rebellion
- 1917 : Kitty MacKay
- 1918 : Over the Top
- 1919 : The Mind-the-Paint Girl
- 1919 : Human Desire
- 1919 : The Undercurrent
- 1920 : A Dream of Fair Women (CM)
- 1921 : His Brother's Keeper
- 1921 : Lucky Carson
- 1922 : Mrs. Dane Danger
- 1931 : Corianton (Corianton: A Story of Unholy Love)